# Volker Michael Strocka
Volker Michael Strocka, né le 26 février 1940 à Francfort-sur-le-Main et mort le 14 août 2024 à Fribourg-en-Brisgau,, est un archéologue classique allemand.

## Biographie
Après un doctorat à l'Université de Fribourg-en-Brisgau en 1965, il soutient une thèse d'État sur le thème de la peinture murale des maisons à terrasses d'Éphèse en 1973. Il obtient ensuite un poste de professeur à Göttingen, avant de prendre la direction de l'Institut archéologique allemand à Berlin de 1975 à 1981. Il enseigne ensuite jusqu'en 2005 à l'université de Fribourg, dont il est professeur émérite.

## Œuvre
Monographies
- 1967 Piräusreliefs und Parthenosschild. Versuch einer Wiederherstellung der Amazonomachie des Phidias
- 1977 Die Wandmalerei der Hanghäuser in Ephesos
- 1981 Das Markttor von Milet
- 1984 Casa del Principe di Napoli
- 1987 Griechische Vasen zur Ausstellung "Alltag und Fest in Athen"
- 1991 Casa del Labirinto
- 1991 Römische Fresken in der Antikensammlung des Württembergischen Landesmuseums